# Bisdom Bukoba

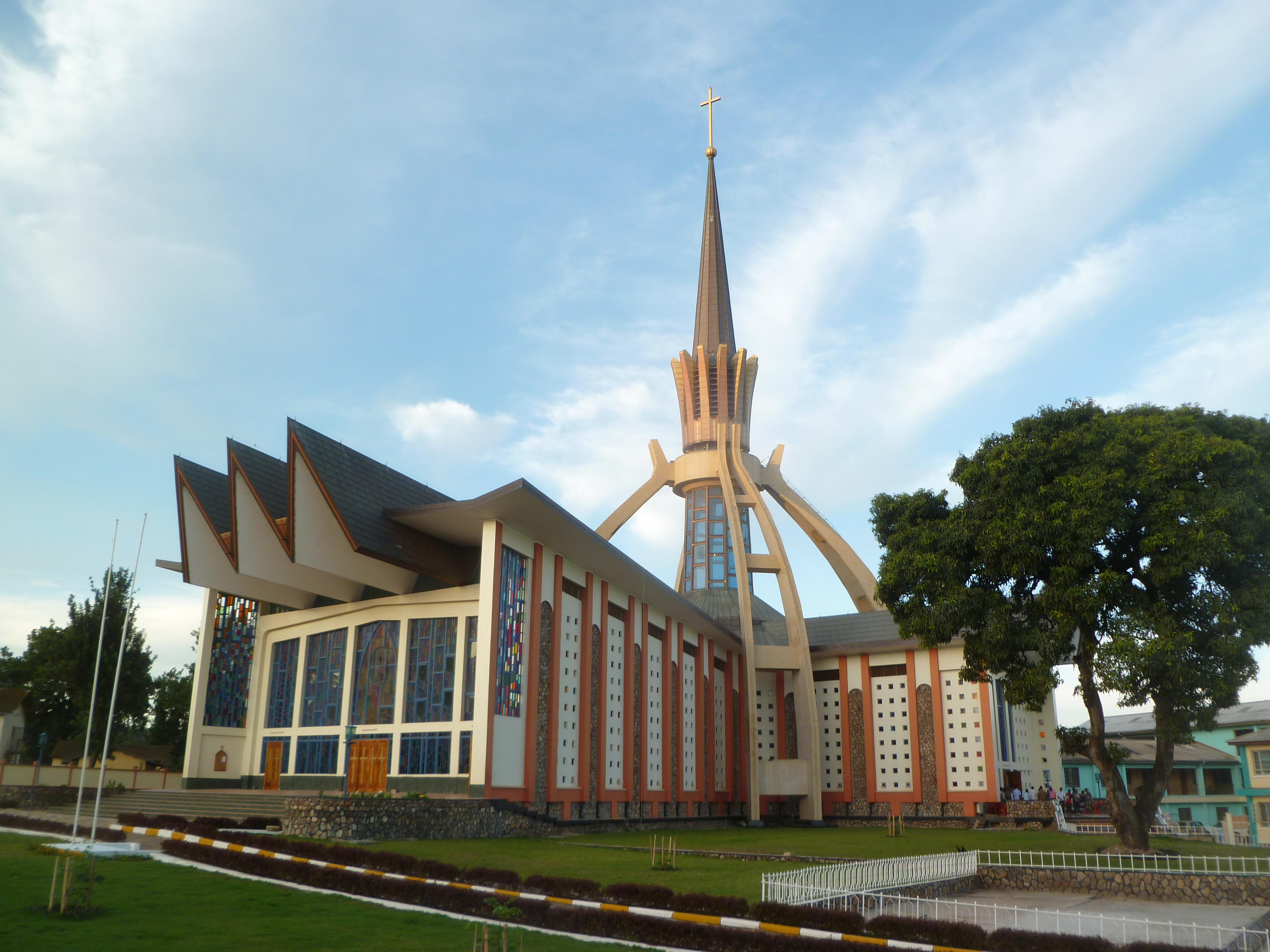
De Mater Misericordiaekathedraal van Bukoba

Het bisdom Bukoba (Latijn: Dioecesis Kayangana) is een rooms-katholiek bisdom met als zetel Bukoba in Tanzania. Het is een suffragaan bisdom van het aartsbisdom Mwanza. Het bisdom werd opgericht in 1960.
In 2018 telde het bisdom 39 parochies. Het bisdom heeft een oppervlakte van 8.680 km². Het telde in 2018 bijna 985.000 inwoners waarvan 57,9% rooms-katholiek was. 

## Bisschoppen
- Laurean Rugambwa (1960-1968)
- Placidus Gervasius Nkalanga, O.S.B. (1969-1973)
- Nestorius Timanywa (1973-2013)
- Desiderius Rwoma (2013-)